# Pauline Berthé
Pour les articles homonymes, voir Berthé.
Pauline Berthé, née Paulette Lucienne Berté le 1er novembre 1912 à Sikasso (ancien Soudan français), est une sage-femme, l'une des trois seules maliennes décorées de l'ordre national du Mali.

## Biographie
Pauline Berthé est née le 1er novembre 1912 à Sikasso de Safoura Berthe, ménagère et de père non dénommé. En 1939, elle épouse Sidi Yaya Diallo, médecin. Mère de six enfants, elle réside à Sikasso,.
Elle suit la formation de sage-femme et sort lauréate de sa promotion. Sa performance lui vaut d'être employée aussitôt à la maternité de Dakar (Sénégal) comme sage-femme (1931-1932),
À sa demande, elle rentre au Mali où elle effectue un stage d'un an à Bamako. Elle est ensuite affectée à Nioro où elle reste pendant trois ans. De 1936 à1950, elle sert à Sikasso, puis de 1950 à 1953 à Djenné où son mari avait été muté par l'administration coloniale.
Retraitée en 1969, elle continue à exercer en Côte-d'Ivoire où elle dirige une maternité pendant dix ans.

## Distinction
En 1992, elle est l'une des trois seules femmes décorées de l'ordre national du Mali dont elle a été promue officier.